# Michael Barrett (Politiker)
Michael Barrett (* 15. Januar 1927 in Loughglinn, County Roscommon; † 8. Juli 2006 in Dublin) war ein irischer Politiker der Fianna Fáil.
Barrett wuchs im County Roscommon auf. Er arbeitete am An Foras Talúntais, dem landwirtschaftlichen Institut Irlands (heute: Teagasc), und wurde 1979 erstmals in den City Council der Dublin Corporation gewählt. Bei den Wahlen zum Dáil Éireann 1981 konnte er für die Fianna Fáil im Dublin North West einen Sitz erringen. Diesen Sitz konnte er auch bei den nachfolgenden Wahlen im Februar 1982 und im November 1982, 1987 sowie 1989 halten. Erst 1992 schied er aus.
Barrett war ein christlich-konservativer Politiker, der stets gegen Abtreibung kämpfte. Er hielt auch den öffentlich-rechtlichen Sender RTÉ für einen zu liberalen Rundfunk.